# Opioidová epidemie ve Spojených státech

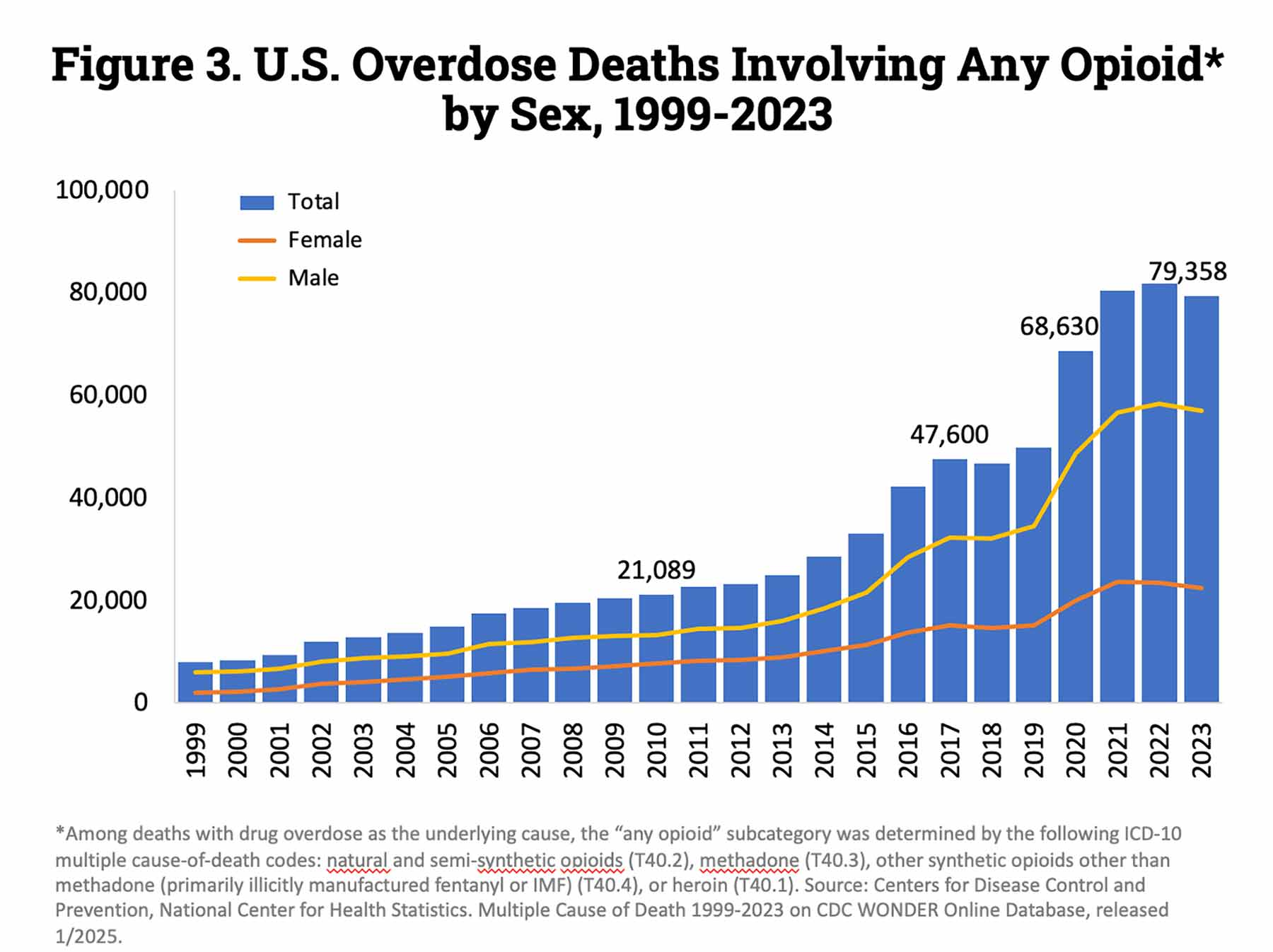
Statistika úmrtí v USA na předávkování jakýmikoli opioidy

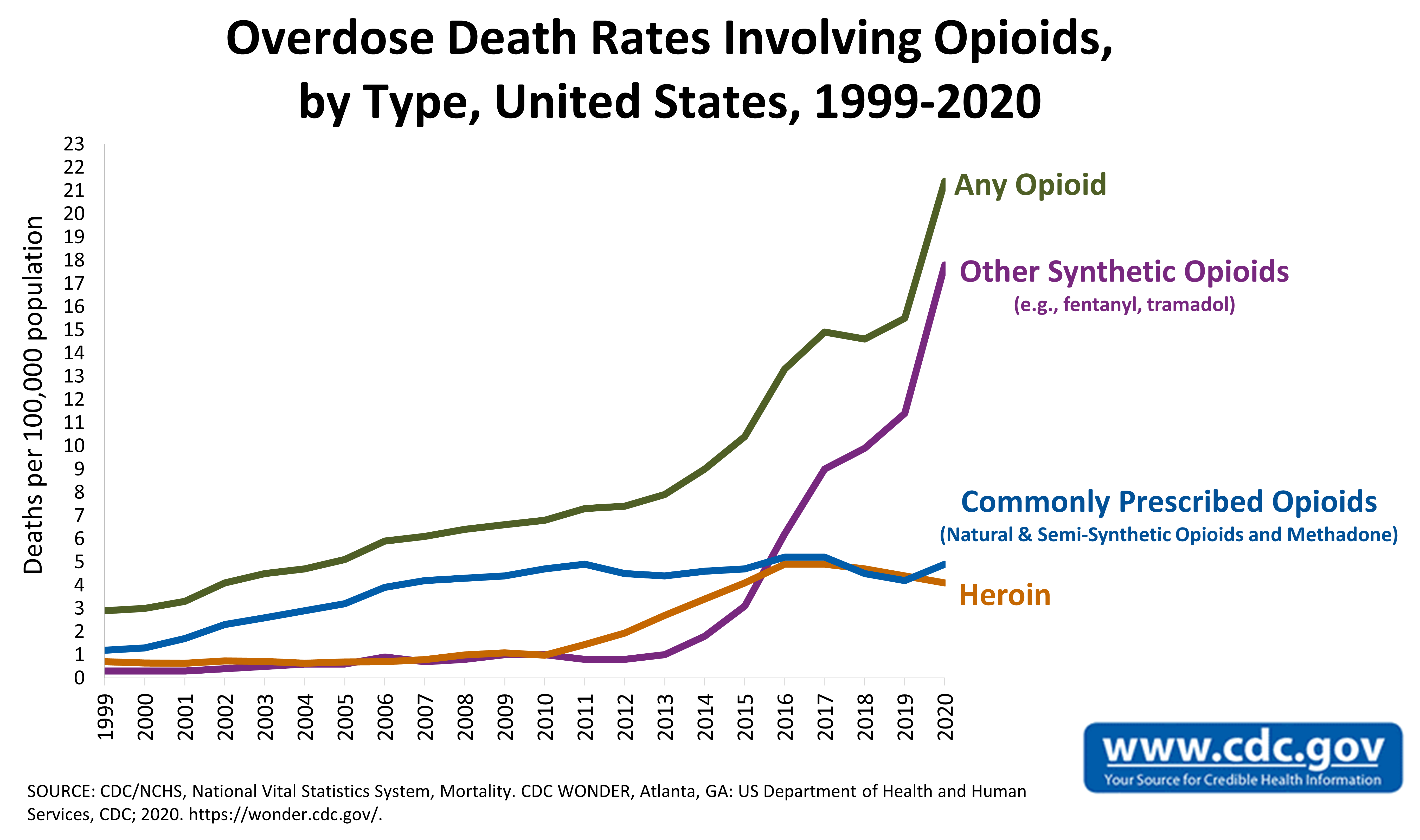
Úmrtí na předávkování opioidy podle typu

Ve Spojených státech probíhá opioidová epidemie (nazývaná také opioidová krize) způsobená rozsáhlým nadužíváním opioidových léčiv, a to získaných jak na lékařský předpis, tak z nelegálních zdrojů. Podle dat Center pro kontrolu a prevenci nemocí (CDC) začala tato epidemie v USA koncem 90. let 20. století, kdy byly opioidy stále častěji předepisovány k léčbě bolesti. Velká většina Američanů, kteří užívají opioidy na předpis, si nemyslí, že by je nadužívala.
V USA došlo během 12 měsíců před 31. lednem 2023 k přibližně 109 600 úmrtím souvisejícím s předávkováním léky, umíralo tedy průměrně 300 lidí za den. Od roku 1999 do roku 2020 zemřelo na předávkování léky téměř 841 000 lidí, přičemž 500 000 z těchto úmrtí způsobily předepsané i nelegální opioidy.
Situace je výrazně horší ve venkovských oblastech, kde jsou také horší socio-ekonomické podmínky obyvatel nebo dostupnost zdravotní péče. Znatelně také stoupá užívání opioidů mladistvými, přičemž léky na předpis užívají víc než jakékoli nelegální drogy kromě konopí.

## Kontext
Opioidy jsou silné, návykové a levné drogy, které zahrnují opiáty (tj. morfin a kodein), oxykodon (OxyContin, Percocet), hydrokodon (Vicodin, Norco) a fentanyl. Tradičně byly opioidy předepisovány pro léčbu bolesti. Jsou totiž účinné při léčbě akutní bolesti, ale už méně při léčbě chronické bolesti. Podle klinických doporučení by se opioidy měly k léčbě chronické bolesti užívat pouze v případě, že nejsou možné bezpečnější alternativy, protože jejich rizika často převažují nad jejich přínosy.
Síla a dostupnost opioidů vedla k jejich oblibě coby účinných léčiv i jako rekreačních drog. Tyto látky však mají vysoké riziko závislosti a předávkování. Když lidé pokračují v užívání opioidních léků nad rámec toho, co jim předepsal lékař, ať kvůli minimalizaci bolesti nebo navození euforických pocitů, může to znamenat počáteční fázi závislosti.

## Vlny opioidní epidemie
CDC uvádí, že epidemie opioidů v USA dorazila ve třech vlnách. Nedávný výzkum však ukazuje, že od roku 2016 zažívají Spojené státy čtvrtou vlnu.
Epidemie začala nadměrným předepisováním a zneužíváním léků na předpis. Protože se však léky na předpis v roce 2016 v reakci na pokyny CDC pro předepisování opiátů staly méně dostupné, začali lidé více užívat levnější, nelegální alternativy opioidů, jako je heroin a fentanyl.

### První vlna
První vlna začala v 90. letech 20. století kvůli tlaku na používání opioidních léků k léčbě chronické bolesti a pobídkám farmaceutických firem lékařům, aby využívali jejich opioidní léky. Farmaceutické firmy trvaly na tom, že pacienti se nemohou stát závislými.
Opioidy se staly přijatelnou léčbou pro širokou škálu nemocí, což vedlo k nárůstu jejich předepisování. V letech 1990 až 1999 vzrostl počet předepsaných opioidů ze 76 na zhruba 116 milionů, což znamená, že se v USA staly nejvíce předepisovanou skupinou léků.
S nárůstem objemu rostla i potence opioidů. V roce 2002 byl každému šestému uživateli předepisován lék silnější než morfin; do roku 2012 se tento poměr zdvojnásobil na jednoho ze tří. Nejčastěji předepisovanými opioidy byly oxykodon a hydrokodon.

### Druhá vlna
Druhá vlna této epidemie začala kolem roku 2010 a byla charakterizována prudkým nárůstem užívání heroinu a úmrtími z předávkování. Mezi lety 2005 a 2012 se počet lidí, kteří užívali heroin, téměř zdvojnásobil a vzrostl z 380 000 na 670 000 lidí. V roce 2010 došlo k 2 789 smrtelným předávkováním heroinem, což představuje téměř 50% nárůst oproti předchozím letům.
Tento prudký nárůst lze přičíst dostupnosti heroinu v USA a jeho klesajícím cenám, což přimělo významnou část lidí již závislých na opioidech přejít na účinnější a levnější alternativu.

### Třetí vlna
Podle CDC začala třetí vlna epidemie v roce 2013; a trvala do roku 2016. Tato vlna se shodovala s významným nárůstem úmrtí na předávkování syntetickými opioidy, zejména nelegálně vyrobeným fentanylem.
Nárůst úmrtí souvisejících s fentanylem se připisuje skutečnosti, že fentanyl je 50 až 100krát účinnější než morfin a často se přimíchává do heroinu nebo kokainu, aby se za nízkou cenu zvýšila jejich účinnost.

### Čtvrtá vlna
Čtvrtá vlna, která podle zpráv začala v roce 2016, je charakterizována užíváním více druhů chemických látek najednou a zvýšeným užíváním stimulantů, jako jsou metamfetaminy a kokain. Hlavní příčinou úmrtí zůstavá dostupnost a užívání nelegálního fentanylu. Úmrtnost se však zvyšuje také v důsledku nárůstu užívání více látek, tedy více drog najednou nebo po sobě. Mezi lety 2012 a 2018 došlo k trojnásobnému zvýšení úmrtnosti související s užíváním kokainu a pětinásobnému zvýšení úmrtnosti související s psychostimulancii, jako je metamfetamin. 
Předávkování fentanylem a dalšími drogami je ve Spojených státech nejčastější příčinou smrti u osob mladších 50 let. Téměř čtvrtina fentanylu, který byl v roce 2022 zabaven úřady, obsahovala veterinární lék xylazin.

### Příčiny
Tuto epidemii popsal časopis Rolling Stone jako „jedinečně americký problém“. Struktura amerického zdravotnického systému, ve kterém lidé bez nároku na vládní programy musí získat soukromé pojištění, upřednostňuje předepisování léků před dražšími terapiemi.
Podle profesorky Judith Feinbergové "většina pojištění, zvlášť pro chudé lidi, nezaplatí nic jiného než pilulku." Míra předepisování opioidů ve Spojených státech je o 40 % vyšší než v jiných rozvinutých zemích, jako je Německo nebo Kanada.
Roční míra předepisování opioidů od roku 2012 pomalu klesá, ale toto číslo je stále vysoké. V roce 2017 připadalo na 100 Američanů asi 58 předpisů opioidů.[zdroj?]
V roce 2023 uvalila Bidenova adminitrativa sankce na síť výrobců a distributorů fentanylu se sídlem v Číně a snažila se přimět čínskou vládu, aby proti této síti zasáhla. Zaměřila se také na boj s mexickými drogovými kartely, které pašují čínský fentanyl přes americko-mexickou hranici do Spojených států.